# القباس
القباس (به لاتین: Alghabas) یک منطقهٔ مسکونی در قزاقستان است که در استان الماتی واقع شده‌است.